# حديبة مربعة
الحديبة المربعة (بالإنجليزية: Quadrate tubercle)‏ هي بروز صغير يقع على الجزء العلوى من عظم الفخذ، وترتكز عليه العضلة المربعة الفخذية (بالإنجليزية: Quadratus femoris muscle)‏  بالإضافة إلى العرف بين المدورين والخط المربّعي (Linea quadrata). تقع الحديبة المربعة على العرف بين المدورين، عند تقاطع الثلث العلوي مع الثلثين السفليين من عظم الفخذ، تقريباً.
حجم الحديبة المربعة يختلف بين الناس، ولا تقع دوما فوق العرف بين المدورين، ويمكن أيضا أن تكون المناطق المجاورة جزءا من الحديبة المربعة، مثل السطح الخلفي للمدور الكبير أو عنق عظم الفخذ. بيّنت دراسة تشريحية صغيرة أن الخط المشاشي (بالإنجليزية: Epiphysial Line)‏ يمر مباشرة عبر الحديبة المربعة.

## صور

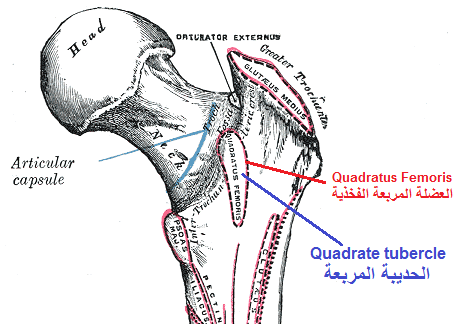
عظم الفخذ الأيمن. الواجهة الخلفية. الحديبة المربعة.
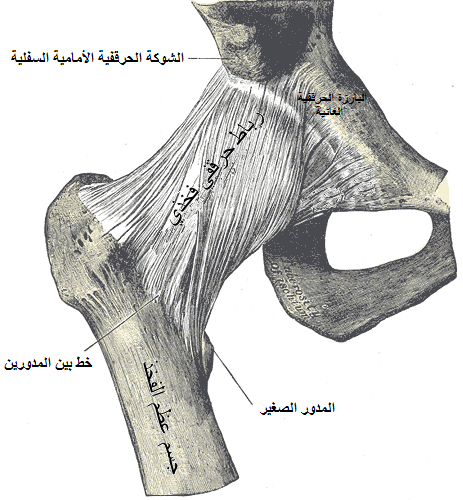
مفصل الورك الأيمن من الأمام.
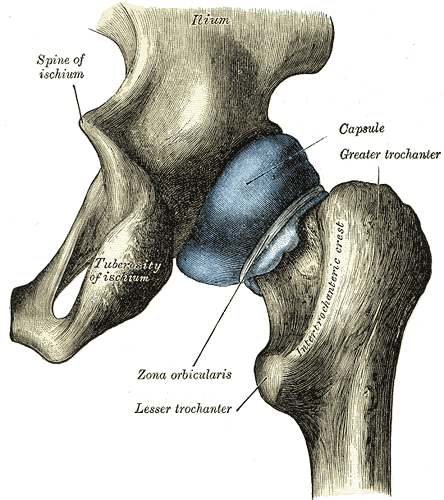
محفظة مفصل الورك.من الخلف.
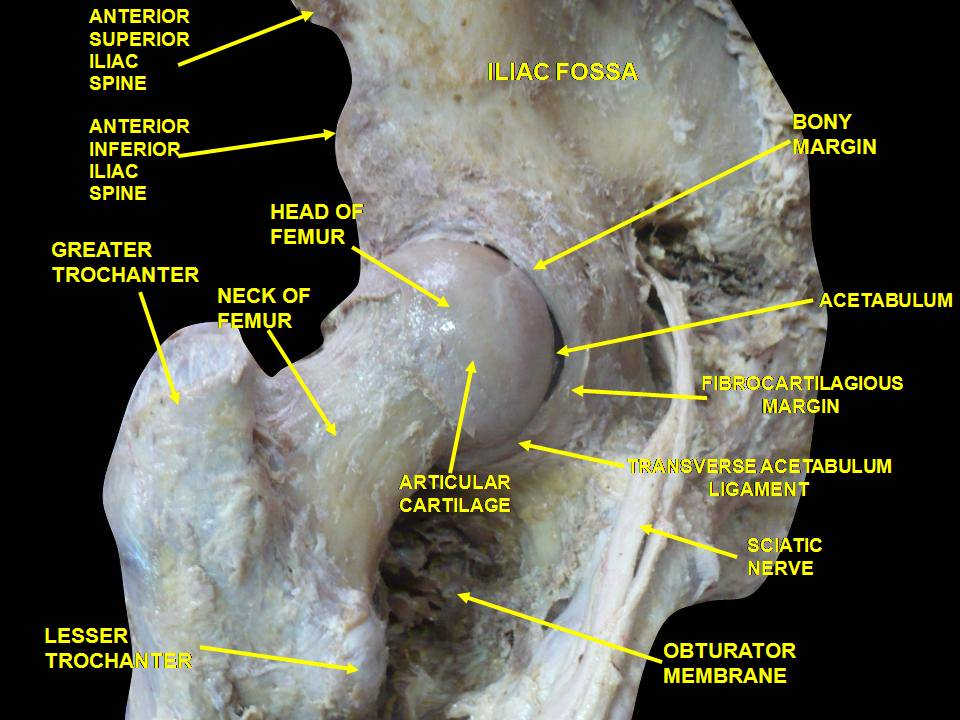
مفصل الورك. رؤية جانبية. مدور صغير
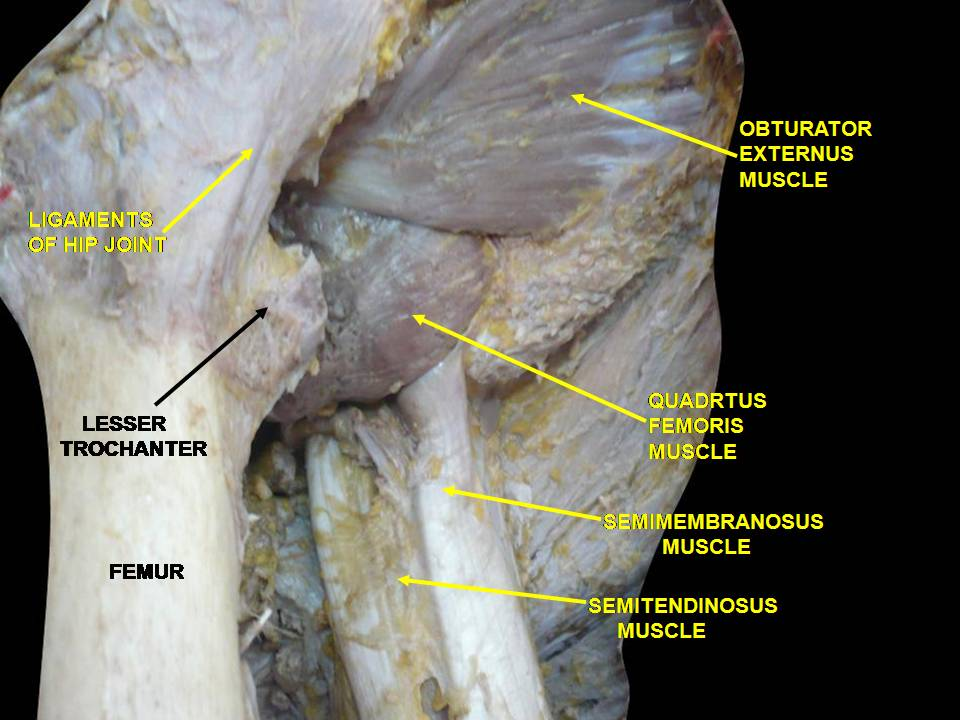
عضلات الفخذ.رؤية أمامية.